# Pizza Hut
A Pizza Hut gyorsétkezde-üzlethálózat, amely 1997 óta a Yum! Brands, Inc. tulajdonában van.

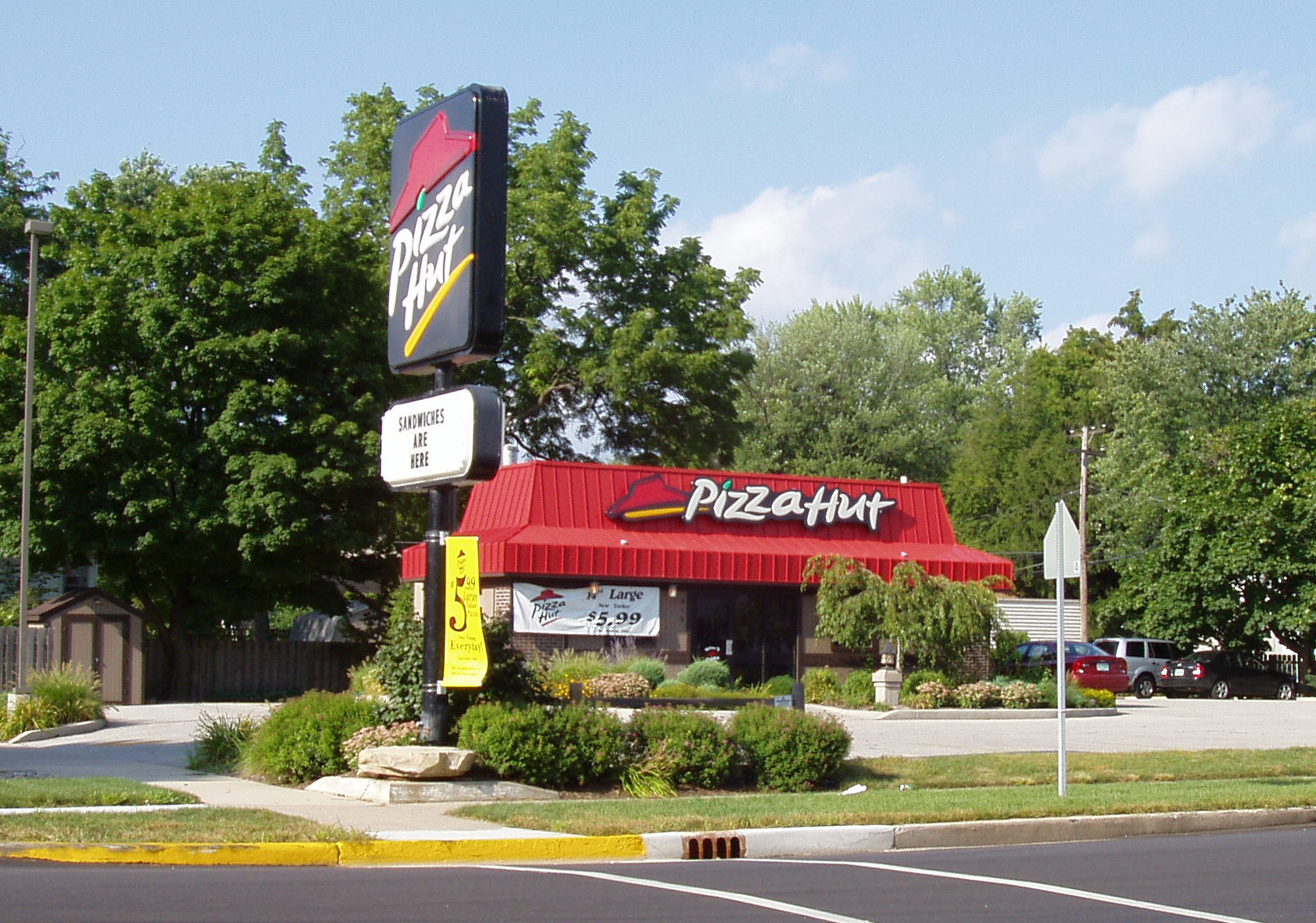
Pizza Hut étterem az Egyesült Államokban

A Pizza Hut logója 1967 és 1999 között

## Története
Az első Pizza Hut 1958-ban az Amerikai Egyesült Államokban nyílt meg. Az első külföldi éttermet Kanadában nyitották 1968-ban. Jelenleg több mint 90 országban van Pizza Hut étterem, jelentős részük nem a cég tulajdonában van, hanem franchise szerződés alapján működik. Magyarországon 1992. április 1-jén Budapesten, a Király utca és a Nagykörút sarkán nyitotta meg első éttermét, melyet további 15 egység követett, Budapesten kívül Győrben, Pécsett, Miskolcon és Szegeden is. A magyarországi franchise jogokat George F. Hemingway (Szabó György) magyar származású amerikai üzletember szerezte meg. Első igazgatója (1991–1995) és az első 12 üzlet megépítője Dobóczky András. A Pizza Hut lánc rendkívüli népszerűségre tett szert, mint a 3. magyarországi gyorséttermi lánc. Az amerikai típusú serpenyős (deep pan) pizza kedveltté vált a korábban ismert olaszos vékony pizzatészták mellett. A Pizza Hut vezette be a szervezett formában működő házhoz szállítási szolgáltatást Magyarországon. A cég fénykorában 22 üzletet üzemeltetett Magyarországon.
2005 óta a magyarországi éttermeket az AmRest üzemelteti. A magyarországi éttermek száma 2010-ben 2-re csökkent, az Arena Plázában és a Pólus Centerben maradtak működő éttermeik.
2016 novemberében a Pizza Hut megnyitotta új éttermét Budapest VII. kerületében, a Király utca és az Erzsébet körút sarkán, ezzel a magyarországi éttermek száma 3-ra nőtt. 2016 végén a lánc 3 újabb éttermet nyitott, Budapesten a Duna Plaza melletti MOL kút szomszédságában található üzlethelyiségben, majd Dunakeszin és Budaörsön, az Auchan áruház ételudvarán.
2017 márciusában a cég újraindította a házhoz szállítást, öt budapesti Pizza Hut étteremből (Király utca, Duna Plaza, Selfstore, Arany János utca és Üllői út) lehet rendelni a lánc weboldalán keresztül, ahol közepes és nagy méretű pizzák választhatóak. 
Az expressz-éttermek helyben fogyasztásra és elvitelre kínálnak megoldást a vásárlók számára: a tradiconális, vékony tésztás, 1 személy számára megfelelő, 23 cm átmérőjű pizzát 5 perc alatt sütik készre. Express éttermek: Pólus, Aréna Pláza, Dunakeszi Auchan, Budaörs Auchan, Westend, Köki Terminál, Campona, Győr Pláza.
2023 nyarán Szegeden nyílt meg az első franchise rendszerben működő étterem, 2024 őszén pedig Pécs lesz a következő étteremnyitás helyszíne.
A lánc további terjeszkedést tervez.
Az új gyorséttermi rendszerben működő egységekben (pl. Budaörsi Auchan) a kész pizza eltér a megszokott Pizza Hut minőségtől, a tészta külseje fehérebb, az újfajta gyorssütőn kb. 2-3 perc alatt megy át a tészta.

## Éttermek Magyarországon
| Nyugat Dunántúl : - Győr | Közép-Dunántúl : - | Dél-Dunántúl : - Pécs | Közép-Magyarország : - Budaörs - Budapest *18 - Dunakeszi | Észak-Magyarország : - Miskolc | Észak-Alföld : - Debrecen | Dél-Alföld : - Békéscsaba - Kecskemét - Szeged |

## Külső hivatkozások
- Hivatalos honlap (angol)
- Hivatalos honlap (magyar)
- Pizza Hut éttermek térképen[halott link]